# Asphondylia minima
Asphondylia minima är en tvåvingeart som först beskrevs av Gabriel Strobl 1880.  Asphondylia minima ingår i släktet Asphondylia och familjen gallmyggor.
Artens utbredningsområde är Österrike. Inga underarter finns listade i Catalogue of Life.